# Karaya

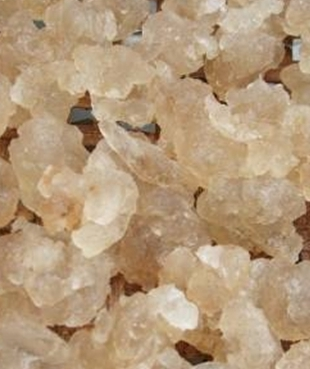
Karayagummi

Karaya (Indischer Traganth, Karayagummi, Sterculia-Gummi, E 416) ist ein Gummi das vor allem aus Kohlenhydraten und Galacturonsäure besteht. Es handelt sich um ein saures Polysaccharid aus D-Galactose, L-Rhamnose, D-Galacturonsäure, D-Glucuronsäure und Essigsäure. Das helle Pulver hat entsprechend einen essigartigen Geruch.
Karaya wird oft mit dem Kutira-Gummi verwechselt, ja sogar gleichgesetzt, dieses stammt von (Cochlospermum religiosum Syn.: Cochlospermum gossypium), dieses wird oft als Surrogat verwendet. Karaya wird als Ersatz für den teureren Traganth verwendet.

## Herkunft
Karaya ist pflanzlichen Ursprungs. Es handelt sich um das getrocknete Exsudat verschiedener Arten der indischen Stinkbäume (Sterculia spp.), insbesondere der auch als Gulu bekannten Sterculia urens. Der Baum findet sich vor allem in den zentralindischen Provinzen und wird dort traditionell genutzt.

## Eigenschaften
Karaya kann in seiner chemischen Zusammensetzung stark variieren, entsprechend gibt es eine Reihe von unterschiedlichen Zusammensetzungen, die unter Karaya zusammengefasst werden. Als Summenformel werden vier verschiedene Möglichkeiten angegeben: C6H12O6, C6H12O5, C6H10O7 und C2H4O2, die sich auch in der molaren Masse deutlich unterscheiden (180,16 g·mol−1, 164,16 g·mol−1, 194,14 g·mol−1, 60,05 g·mol−1). Die molare Masse des Gesamtpolymers kann bis zu 9.500.000 g·mol−1 betragen.
Reines Karaya ist durchscheinend weiß und enthält keine Verunreinigungen, auf dem Markt befindliche Reinheiten beinhalten bis zu 3 % Verunreinigungen durch Rindenbestandteile und ähnlichem, ihre Färbung variiert von hellem Gelb bis braun. Als Pulver ist Karaya weiß bis grau und hat einen deutlichen Essiggeruch.

## Verwendung
Karayagummi wird aufgrund seiner hohen Quellfähigkeit Nahrungsmitteln (Knabbergebäck, Saucen, Kaugummi, Eierlikör) und Medikamenten als Gelier- und Verdickungsmittel zugesetzt. In der EU ist es als Lebensmittelzusatzstoff der Nummer E 416 begrenzt zugelassen.
Karayagummi wirkt in hoher Dosierung leicht abführend. In anderen europäischen Ländern sind entsprechende Fertigarzneimittel im Handel. In Deutschland allerdings nicht. Als unerwünschte Wirkung kann eine beeinträchtigte Mineralstoffresorption (von z. B. Calcium) auftreten.
Stofflich wird es u. a. als Zusatz in Klebstoffen, als Bindemittel in der Papierindustrie sowie in Haftpulvern für Zahnersatz, für Kolostomie-Basisplatten und Haarsprays verwendet.